# West Indies Cricket Team in Indien in der Saison 1974/75
Die Tour des West Indies Cricket Teams nach Indien in der Saison 1974/75 fand vom 22. November 1974 bis zum 29. Januar 1975 statt. Die internationale Cricket-Tour war Bestandteil der Internationalen Cricket-Saison 1974/75 und umfasste fünf Tests. Die West Indies gewannen die Serie 3–2.

## Vorgeschichte
Es war die erste Tour der beiden Mannschaften in dieser Saison.
Das letzte Aufeinandertreffen der beiden Mannschaften bei einer Tour fand in der Saison 1970/71 in den West Indies statt.

## Stadien
Die folgenden Stadien wurden für die Tour als Austragungsort vorgesehen.
| Stadion                   | Stadt     | Kapazität | Spiele  |
| ------------------------- | --------- | --------- | ------- |
| M. Chinnaswamy Stadium    | Bangalore | 42.000    | 1. Test |
| M. A. Chidambaram Stadium | Madras    | 46.000    | 4. Test |
| Feroz Shah Kotla          | Delhi     | 48.000    | 2. Test |
| Eden Gardens              | Kalkutta  | 82.000    | 3. Test |
| Wankhede Stadium          | Bombay    | 33.000    | 5. Test |

## Kaderlisten
Die folgenden Kader wurden von den Teams benannt.
| Test | Test |
| Indien | West Indies |
| --- | --- |
| - Mansur Ali Khan Pataudi (K) - Srinivas Venkataraghavan (VK) - Syed Abid Ali - Bishan Singh Bedi - Bhagwath Chandrasekhar - Farokh Engineer (wk) - Anshuman Gaekwad - Sunil Gavaskar - Karsan Ghavri - Hemant Kanitkar - Madan Lal - Ashok Mankad - Sudhir Naik - Brijesh Patel - Erapalli Prasanna - Parthasarthi Sharma - Eknath Solkar - Gundappa Viswanath | - Clive Lloyd (K) - Arthur Barrett - Keith Boyce - Roy Fredericks - Lance Gibbs - Gordon Greenidge - Vanburn Holder - Bernard Julien - Alvin Kallicharran - Deryck Murray (wk) - Viv Richards - Andy Roberts - Elquemedo Willett |

## Tests

### Erster Test in Bangalore
| 22. – 27. November Scorecard | Bangalore | West Indies 289 (95.2) & 356-6d (83) | – | Indien 260 (83.5) & 118 (42.5) |
|                              |           | West Indies gewinnt mit 267 Runs     |   |                                |

Indien gewann den Münzwurf und entschied sich als Feldmannschaft zu beginnen.

### Zweiter Test in Delhi
| 11. – 15. Dezember Scorecard | Delhi | Indien 220 (86.3) & 256 (96.5)                    | – | West Indies 493 (141) |
|                              |       | West Indies gewinnt mit einem Innings und 17 Runs |   |                       |

Indien gewann den Münzwurf und entschied sich als Schlagmannschaft zu beginnen.

### Dritter Test in Kolkata
| 27. Dezember – 1. Januar Scorecard | Kalkutta | Indien 233 (80.3) & 316 (143.2) | – | West Indies 240 (81.1) & 224 (84.2) |
|                                    |          | Indien gewinnt mit 85 Runs      |   |                                     |

Indien gewann den Münzwurf und entschied sich als Schlagmannschaft zu beginnen.

### Vierter Test in Madras
| 11. – 15. Januar Scorecard | Madras | Indien 190 (58.5) & 256 (104.4) | – | West Indies 192 (59.2) & 154 (67) |
|                            |        | Indien gewinnt mit 100 Runs     |   |                                   |

Indien gewann den Münzwurf und entschied sich als Schlagmannschaft zu beginnen. 

### Fünfter Test in Bombay
| 23. – 29. Januar Scorecard | Bombay | West Indies 604-6d (161) & 205-3d (40) | – | Indien 406 (181.1) & 202 (77.1) |
|                            |        | West Indies gewinnt mit 201 Runs       |   |                                 |

Die West Indies gewannen den Münzwurf und entschieden sich als Schlagmannschaft zu beginnen.